# Хосе Марія Пласідо Кааманьйо
Хосе Марія Пласідо Кааманьйо-і-Гомес-Корнехо (5 жовтня 1837 — 31 грудня 1901) — еквадорський політик, президент країни з жовтня 1883 до кінця червня 1888 року.

## Життєпис
Вивчав право й теологію в семінарії рідного міста, також навчався у Кіто. Пізніше став мером міста Ґуаякіль.
1882 року був вигнаний з країни та виїхав до Ліми, де організував революційну експедицію, з якою висадився на еквадорській території. У середині травня він зі своїм загоном приєднався до сил, що тримали в облозі Ґуаякіль. Місто взяли штурмом об'єднаних сил під командуванням Кааманьйо, Сарасті, Альфаро та Саласара.
11 жовтня 1883 року був обраний тимчасовим президентом, а офіційно вступив на посаду глави держави 17 лютого 1884.
1886 року зазнав спроби замаху, дивом уникнувши смерті: він кинувся до річки.
За часів його президентства розвивалась інфраструктура країни: розширились телеграфна мережа, залізниця. Також було відкрито Інститут наук, кілька коледжів та багато нових шкіл.
Після завершення терміну повноважень був послом Еквадору у США (1889—1890).